# حقوق بشر در بنگلادش
حقوق بشر در بنگلادش (انگلیسی: Human rights in Bangladesh) به عنوان حقوق اساسی در بخش سوم قانون اساسی بنگلادش تعریف شده‌است. با این حال، کارشناسان قانون اساسی و حقوق بر این باورند که برای اجرای حقوق اساسی و ارزش‌های دموکراتیک قرن بیست و یکم، بسیاری از قوانین کشور نیاز به اصلاحات دارند. اصلاحات پیشنهادی شامل تقویت برتری قوه مقننه، استقلال قضایی، جدایی قوا از یکدیگر، لغو قوانینی که آزادی مطبوعات را سرکوب می‌کند و خلع ید از نهادهای امنیتی که آزادیهای مدنی را نقض می‌کنند.

## آزادی مذهب
با اینکه در بنگلادش دین رسمی اسلام است، قانون اساسی این کشور ارجاعاتی برای هندوها، مسیحیان و بودایی‌ها نیز دارد؛ نظام سیاسی به عنوان یک دموکراسی سکولار مدل‌سازی شده‌است. دولتها به‌طور کلی به آزادی ادیان احترام می‌گذارند، که سنگ بنای قانون اساسی بنگلادش است. با این حال، پلیس در پاسخ به حمله و تحقیق در مورد حملات علیه اقلیت‌ها و سکولارها، کند بوده‌است. در جنوب شرقی بنگلادش، چیتاگونگ هیل تراکتس به دلیل یک شورش تاریخی، یک منطقه نظامی است. مردم قبائل در بنگلادش خواستار به رسمیت شناختن قانون اساسی شده‌اند.

## آزادی مطبوعات
طبق گفته‌های میزانور رحمان، رئیس کمیسیون ملی حقوق بشر در سال ۲۰۱۵، هفتاد درصد از اتهامات نقض حقوق بشر علیه نهادهای انتظامی صادر شده‌است. شکنجه و سربه‌نیست کردن توسط نیروهای امنیتی بنگلادش به کار گرفته می‌شوند. در سال‌های اخیر، از طریق قوانینی که روزنامه‌ها، کانال‌های تلویزیونی و اینترنت را تنظیم می‌کنند، آزادی بیان و آزادی رسانه‌ها توسط دولت سرکوب شده‌است.

## نمایندگان پارلمان
نمایندگان منتخب پارلمان در مجلس فاقد آزادی رای هستند. آینده انتخابات یکی از نگرانی‌های مردم است و احزاب مخالف مدعی هستند که انتخابات آزاد و عادلانه در زمان دولت کنونی امکان‌پذیر نیست. انتخابات دولت محلی در سال ۲۰۱۵ با اتهامات گسترده از تقلب انتخاباتی روبرو بود که آنرا خدشه‌دار کرد.
در بنگلادش مجازات اعدام قانونی است. حقوق کارگران تحت‌تاثیر تحریم اتحادیه‌های تجاری در مناطق ویژه اقتصادی قرار دارند. رهبران اتحادیه‌های کارگری اکثراً با آزار و اذیت دولت روبرو هستند.